# Zdzisław Skrzyński
Zdzisław Wincenty Skrzyński herbu Zaremba (ur. 6 marca 1846 w Harcie, zm. w styczniu 1927) – właściciel dóbr ziemskich, poseł do Sejmu Krajowego Galicji VI, VII, VIII i IX kadencji.

## Życiorys
Był synem Ignacego (1807-1895) i Marianny (1816-1909)
Na przełomie XIX/XX był właścicielem dóbr ziemskich: Bachórz z Chodorówką, Harta z Lipnikiem i Paprocie, Błażowa Dolna i Górna ze Stanikiem i Wolą Błażowską oraz okoliczne wsie Białka z Wulką, Futoma, Kąkolówka z Głęboką, Nową Wsią i Wolą, Piątkowa. W 1904 sprzedał Błażową wraz z folwarkami w Kąkolówce i Futomie Kazimierzowi i Emilii Nowakom z Sanoka.
Był detaksatorem wydziału okręgowego brzozowskiego Galicyjskiego Towarzystwa Kredytowego Ziemskiego, później został prezesem tegoż. Był członkiem C. K. Galicyjskiego Towarzystwa Gospodarskiego, początkowo członkiem oddziału jarosławskiego, później został przewodniczącym oddziału dynowskiego. Był kuratorem krajowego naukowego warsztatu tkackiego w Błażowej.
Na przełomie XIX/XX wieku był wieloletnim członkiem Rady c. k. powiatu brzozowskiego, wybrany z grupy większych posiadłości. Na początku maja 1913 decyzją cesarza został zatwierdzony w funkcji prezesa rady powiatu brzozowskiego. Pełnił mandat posła do Sejmu Krajowego Galicji, wybierany z IV kurii w 27. okręgu Brzozów: w trakcie VI kadencji (trwającej w latach 1889-1895) został obrany 19 kwietnia 1893 w miejsce zmarłego Konstantego Bobczyńskiego, następnie wybierany na kadencje VII (1895-1901), VIII (1901-1907) i IX (1908-1913).
Otrzymał tytuł honorowego obywatelstwa Dynowa. Zmarł w styczniu 1927.
Jego żoną od 1872 była Celina (Celestyna) hr. Dunin Borkowska herbu Łabędź (ur. 1853), a ich dziećmi Władysław (1873-1937), Ignacy (1878-), Maria (ur. 1881, zamężna z Juliuszem Marianem, synem Mieczysława Dunina Borkowskiego). 